# Étienne Juillard
Étienne Juillard (* 23. Februar 1914 in Paris; † 11. November 2006 in Hyères) war ein französischer Geograph. Er gründete 1964 das Institut für Demographie an der Universität Straßburg, an der er als Professor für Geschichte und Geographie wirkte, zeitweise (1965–1968) auch am Institut für politische Studien in Straßburg (Institut d'études politiques de Strasbourg). Daneben war er als Berater u. a. für das Europäische Parlament tätig.

## Bibliographie
- Atlas et géographie de l'Alsace et de la Lorraine (la France Rhénane), par Etienne Juillard, Flammarion, 1977
- Apogée et crise de la civilisation paysanne de 1789 à 1914, Histoire de la France rurale, par Etienne Juillard, Georges Duby et Armand Wallon
- L'urbanisation des campagnes, contribution méthodologique par Etienne Juillard et par Louis-Marie Coyaud, Centre de recherche urbanisme, 1973.
- Problèmes alsaciens vus par un géographe
- Recherches sur les forces politiques de la France de l'Est depuis 1787
- L'Alsace et la Lorraine
- L'Europe rhénane, 1968
- Les régions de l'est par Juillard Etienne, Ray Joanny et Rochefort Michel Blanc Eric, 1960
- La région: Contribution à une géographie générale des espaces régionaux, 1995
- La vie rurale en Basse-Alsace, essai de géographie sociale, 2e édition revue par Etienne Juillard, avril 1995
- L'Alsace: Le devenir alsacien
- "Une jeunesse privilégiée, Souvenirs d'Etienne Juillard, Paris et Mulhouse, 1914-1931", par Etienne Juillard, 2005

| Personendaten    | Personendaten          |
| ---------------- | ---------------------- |
| NAME             | Juillard, Étienne      |
| KURZBESCHREIBUNG | französischer Geograph |
| GEBURTSDATUM     | 23. Februar 1914       |
| GEBURTSORT       | Paris                  |
| STERBEDATUM      | 11. November 2006      |
| STERBEORT        | Hyères                 |